# Лейбъристка партия
Вижте пояснителната страница за други значения на Лейбъристка партия.
Лейбъристката партия (на английски: Labour Party, в превод: Работническа партия) е политическа лявоцентристка партия в Обединеното кралство Великобритания и Северна Ирландия. Тя е една от трите основни партии в политическия живот на кралството. Последното британско правителство, издигнато от Лейбъристката партия, е това на Гордън Браун, който е премиер-министър на Великобритания от 2007 до 2010 г. На парламентарните избори през 2010 г. Лейбъристката партия заема второ място с 35,2% спечелени гласове и излиза в опозиция на коалиционното правителство на консерватори и либералдемократи. На следващите избори през 2015 г. партията получава 30% от гласовете и 212 от 650 места в Камарата на представителите и продължава да е в опозиция.
Известни лейбъристи през годините са Рамзи Макдоналд, Клемент Атли, Хю Гейтскел, Харолд Уилсън, Джеймс Калахан, Нийл Кинък, Тони Блеър, Гордън Браун. От 2020 г. лидер на партията е Киър Стармър.
През 2024 лейбъристите печелят изборите и премиер става Стармър

## История
Основите на Лейбъристката партия са поставени през XIX век. Партията е основана през 1900 г. Понастоящем Лейбъристката партия е член на Социалистическия интернационал.